# Pravia
Pravia – gmina w Hiszpanii, w prowincji Asturia, w Asturii, o powierzchni 102,96 km². W 2011 roku gmina liczyła 9016 mieszkańców.
W Pravii znajduje się stacja węzłowa kolei wąskotorowej FEVE, odjeżdżają z niej pociągi w kierunku Ferrol, Oviedo oraz Gijón.
Za panowania króla Silo (774-783) do Pravii (z Cangas de Onís) przeniesiona została stolica Królestwa Asturii. Następnie Alfons II (panowanie w latach 791-842) przeniósł stolicę królestwa do Oviedo.